# Snowboard en los Juegos Olímpicos
El deporte de snowboard en los Juegos Olímpicos se realizó por primera vez en Nagano 1998 con dos pruebas por género, el eslalon gigante y el halfpipe. En el programa actual se efectúan competiciones en cinco pruebas: eslalon paralelo (hasta Sochi 2014), eslalon gigante paralelo, halfpipe, campo a través, slopestyle y big air (desde Pyeongchang 2018).
Tras el Campeonato Mundial, es la máxima competición internacional de snowboard. Es organizado por el Comité Olímpico Internacional (COI), junto con la Federación Internacional de Esquí (FIS).

## Ediciones
| Núm. | Año  | Sede                             | Instalación                |
| ---- | ---- | -------------------------------- | -------------------------- |
| I    | 1998 | Nagano ( Japón)                  | Monte Yakebitai Kanbayashi |
| II   | 2002 | Salt Lake City ( Estados Unidos) | Park City Mountain Resort  |
| III  | 2006 | Turín ( Italia)                  | Bardonecchia               |
| IV   | 2010 | Vancouver ( Canadá)              | Cypress Mountain           |
| V    | 2014 | Sochi ( Rusia)                   | Extreme Park Roza Jútor    |
| VI   | 2018 | Pyeongchang ( Corea del Sur)     | Parque de Nieve de Bokwang |
| VII  | 2022 | Chongli ( China)                 | Parque de Nieve Genting    |

1. ↑  Sede de las competiciones de eslalon gigante.
2. ↑  Sede de las competiciones de halfpipe.

## Medallero histórico
- Actualizado hasta Pekín 2022.

| Núm. | País                    | Oro | Plata | Bronce | Total |
| ---- | ----------------------- | --- | ----- | ------ | ----- |
| 1    | Estados Unidos          | 17  | 8     | 10     | 35    |
| 2    | Suiza                   | 8   | 2     | 4      | 14    |
| 3    | Canadá                  | 5   | 5     | 7      | 17    |
| 4    | Austria                 | 5   | 2     | 4      | 11    |
| 5    | Francia                 | 4   | 5     | 4      | 13    |
| 6    | República Checa         | 3   | 0     | 1      | 4     |
| 7    | Rusia                   | 2   | 2     | 2      | 6     |
| 8    | Alemania                | 1   | 4     | 2      | 7     |
| 9    | Japón                   | 1   | 3     | 3      | 7     |
| 10   | Australia               | 1   | 3     | 2      | 6     |
| 11   | Italia                  | 1   | 2     | 2      | 5     |
| 12   | República Popular China | 1   | 2     | 0      | 3     |
| 13   | Nueva Zelanda           | 1   | 1     | 1      | 3     |
| 14   | Países Bajos            | 1   | 0     | 0      | 1     |
| 15   | Noruega                 | 0   | 4     | 1      | 5     |
| 16   | Eslovenia               | 0   | 2     | 3      | 5     |
| 17   | Finlandia               | 0   | 2     | 2      | 4     |
| 18   | España                  | 0   | 1     | 1      | 2     |
| 19   | Corea del Sur           | 0   | 1     | 0      | 1     |
| 19   | Eslovaquia              | 0   | 1     | 0      | 1     |
| 19   | Suecia                  | 0   | 1     | 0      | 1     |
| 22   | Reino Unido             | 0   | 0     | 2      | 2     |
|      | TOTAL                   | 51  | 51    | 51     | 153   |

1. ↑  Incluye las medallas obtenidas por ROC.

## Deportistas con más medallas
- Actualizado hasta Pekín 2022.

### Hombres
| Núm. | Deportista      | País           | Años      | Oro | Plata | Bronce | Total |
| ---- | --------------- | -------------- | --------- | --- | ----- | ------ | ----- |
| 1    | Shaun White     | Estados Unidos | 2006–2018 | 3   | 0     | 0      | 3     |
| 2    | Vic Wild        | Rusia          | 2014–2022 | 2   | 0     | 1      | 3     |
| 3    | Philipp Schoch  | Suiza          | 2002–2006 | 2   | 0     | 0      | 2     |
| 3    | Seth Wescott    | Estados Unidos | 2006–2010 | 2   | 0     | 0      | 2     |
| 3    | Pierre Vaultier | Francia        | 2014–2018 | 2   | 0     | 0      | 2     |
| 6    | Ayumu Hirano    | Japón          | 2014–2022 | 1   | 2     | 0      | 3     |
| 7    | Benjamin Karl   | Austria        | 2010–2022 | 1   | 1     | 1      | 3     |
| 7    | Maxence Parrot  | Canadá         | 2018–2022 | 1   | 1     | 1      | 3     |
| 9    | Nevin Galmarini | Suiza          | 2010–2018 | 1   | 1     | 0      | 2     |
| 9    | Su Yiming       | China          | 2022      | 1   | 1     | 0      | 2     |
| 11   | Ross Powers     | Estados Unidos | 1998–2002 | 1   | 0     | 1      | 2     |

### Mujeres
| Núm. | Deportista           | País            | Años      | Oro | Plata | Bronce | Total |
| ---- | -------------------- | --------------- | --------- | --- | ----- | ------ | ----- |
| 1    | Jamie Anderson       | Estados Unidos  | 2014–2018 | 2   | 1     | 0      | 3     |
| 1    | Lindsey Jacobellis   | Estados Unidos  | 2006–2022 | 2   | 1     | 0      | 3     |
| 3    | Anna Gasser          | Austria         | 2018–2022 | 2   | 0     | 0      | 2     |
| 3    | Ester Ledecká        | República Checa | 2018–2022 | 2   | 0     | 0      | 2     |
| 3    | Chloe Kim            | Estados Unidos  | 2018–2022 | 2   | 0     | 0      | 2     |
| 6    | Zoi Sadowski-Synnott | Nueva Zelanda   | 2018–2022 | 1   | 1     | 1      | 3     |
| 7    | Karine Ruby          | Francia         | 1998–2002 | 1   | 1     | 0      | 2     |
| 7    | Hannah Teter         | Estados Unidos  | 2006–2010 | 1   | 1     | 0      | 2     |
| 7    | Torah Bright         | Australia       | 2010–2014 | 1   | 1     | 0      | 2     |
| 7    | Eva Samková          | República Checa | 2014–2018 | 1   | 1     | 0      | 2     |
| 7    | Michela Moioli       | Italia          | 2018–2022 | 1   | 1     | 0      | 2     |
| 12   | Kelly Clark          | Estados Unidos  | 2002–2014 | 1   | 0     | 2      | 3     |